# Новокиенка
Новокиенка (каз. Новокиенка) — село в Жаксынском районе Акмолинской области Казахстана. Административный центр села Новокиенка. Код КАТО — 115271100.
Село находится в 25 километрах от районного центра – села Жаксы. 

## История
Село Новокиенка образовалось украинскими переселенцами в 1908 году. Приехавшие с Украины крестьяне получили возможность заниматься сельским хозяйством, чем и по сей день занимаются жители села.

## Население
В 1989 году проживало 970 человек, из них украинцы составляли 60%.
В 1999 году население села составляло 922 человека (461 мужчина и 461 женщина). По данным переписи 2009 года, в селе проживали 723 человека (359 мужчин и 364 женщины).